# 莫戈托耶沃湖
| location = 
| group = 1
}}
莫戈托耶沃湖是俄羅斯的鹹水湖，位於雅庫特共和國北部，面積323平方公里，湖岸線長度88.5公里，每年九月至翌年六月結冰，是鮭魚的棲息地。